# 観世元章
観世 元章（かんぜ もとあきら、享保7年（1722年） - 安永2年1月18日（1774年2月28日））は、江戸時代中期のシテ方観世流猿楽師。観世流十五世宗家。観世左近と称する。
宗家十四世織部清親の子。初名清温。通称は三十郎・左近。国学を好んで考証を好み、田安宗武、賀茂真淵、加藤枝直等の協力のもと、「明和の改正」と言われる謡曲の詞章を大改訂を行い、『明和改正謡本』を刊行。しかし、詞章の大改訂は周囲には不評で、元章の没後数ヶ月で廃された。ただし、すべてが以前に戻されたわけではなく、新しい演曲や舞台上の演出に関する詞章の改訂、節付記号などは後代に受け継がれて現在に至る。作品「梅」は観世流の現行曲。
十代将軍徳川家治の若い頃から能楽の指南を務めたことから、1752年（宝暦2年）分家を認められ、弟の観世織部清尚に別家させる。四座一流に次ぐ地位を認められ、幕府の演能にも出演する資格を得る。宗家伝来の面や装束も分与し、これがのちに観世銕之亟家となる。現在でも、観世流において「分家」といえば銕之亟家を指す。